# Округ Вашингтон (Кентаки)
Округ Вашингтон (енгл. Washington County) је округ у америчкој савезној држави Кентаки.

## Демографија
По попису из 2010. године број становника је 11.717, што је 801 (7,3%) становника више него 2000. године.
| Група             | 2000.         | 2010.          |
| Белци             | 9.786 (89,6%) | 10.401 (88,8%) |
| Афроамериканци    | 820 (7,5%)    | 742 (6,3%)     |
| Азијати           | 31 (0,3%)     | 31 (0,3%)      |
| Хиспаноамериканци | 175 (1,6%)    | 393 (3,4%)     |
| Укупно            | 10.916        | 11.717         |